# 최승훈 (축구 선수)
최승훈(2000년 1월 16일 ~ )은 대한민국의 축구 선수로, 포지션은 센터백이다. 2021년 현재 K리그2 FC 안양 소속이다.

## 축구인 경력
최승훈은 유소년 시절 광문고등학교 축구부를 거쳐, 전주기전대학 축구부에 입단하였다.
K리그2 2020 시즌을 앞두고 FC 안양과 프로 계약을 체결하였다.